# Пиріг і Батіг
«Пиріг і Батіг» — український фольк-гурт, заснований 2020 року у Львові; створений Мар'яном Пирогом як музично-поетичний проєкт, метою якого є дослідження української мови та поетики і популяризація їх через музику. «Пиріг і Батіг» модернізовують народну пісню та музично трактують поезію українських поетів, зокрема Павла Тичини, Степана Руданського, Тараса Шевченка, Богдана-Ігора Антонича, Володимира Сосюри, Василя Стуса, Михайла Петренка.

## Історія

### Створення
Гурт заснований львівським музикантом Мар'яном Пирогом, вокалістом колективу «ГИЧ Оркестр», та розвинувся з його сольного проєкту «Пиріг»: Мар'ян записував музику на тексти українських поетів і 2016 року видав альбом «Поетичний» із піснями на тексти Павла Тичини. «Пиріг і Батіг» сформувалися 2020 року; до складу гурту, окрім Мар'яна Пирога (спів, гітара), увійшли Маркіян Турканик (скрипка, спів, альт), Олександр Марусяк (тромбон, спів, сакбут), Всеволод Садовий (перкусія, спів) та Марк Токар (контрабас, спів).
За словами музикантів, «батіг» у назві гурту виступає «артефактом драматичного минулого, що є алегорію пам'яті за культурний спадок Краю; із тим, дія-функція батога потерпає певну метаморфозу — з каральної переходить у просвітницьку площину; але як і „попередній“ батіг, цей теж лишає по собі метафоричний культурний рубець-пам‘ятку; тож всипати батога трактується як — заспівати пісню».

### «Сьпівомовний» (2021)
2021 року «Пиріг і Батіг» випустили «Сьпівомовний» — концептуальний альбом-містерію сучасної української авторської музики на співомовки Степана Руданського, класика української поезії. До нього увійшли дванадцять пісень про життя та смерть в епоху кріпацтва. Роботу над матеріалом розпочали ще 2019 року; записували альбом на хуторі «Сміху і Шуму» біля села Покропивна на Тернопільщині у звукорежисера і ґазди хутора Вадима Возняка, а зводили на студії «Шпиталь Рекордс» у Тернополі. Пісню «Гей, бики» записали того ж дня, коли її написав Степан Руданський, лише 160 років по тому.
Мар'ян Пиріг так описував альбом:
|  | Це була тихенька романтична опірність — не галаслива, фізична, а внутрішня, духовна, але вона дійшла до нас, і бачимо, наскільки вона була крута й масштабна. У нашому проєкті Руданський постане іншим. Я почув його таким на Гуцульщині, це був його мегатвір «Лірникові думи» (або «Байки світовії»). Хоча Руданський був родом із Вінниччини та він глибоко збагнув багатство мови краю й поза межами свого регіону. І мова — це якраз основне, чому я вибрав цього автора і чому хочеться його ретранслювати. |

У виданні «Львівська пошта» про альбом писали:
|  | «Сьпівомовний» буквально наповнений звуками життя. Це прецезійно артикульована пронизлива оповідь, яка лунає понад часом. Від народної пісенної традиції Руданський, а з ним і «Сьпівомовний» переймають уміння в простому побутовому сюжеті заодно показати і місце людини у Світі, зачудуватися нашим дивним світовлаштуванням. |

Музичний критик Олександр Ковальчук зазначив, що «кріпацька готика альбому „Сьпівомовний“ продовжує традицію гурту з перепрочитання класиків на тлі вічноживої природи».

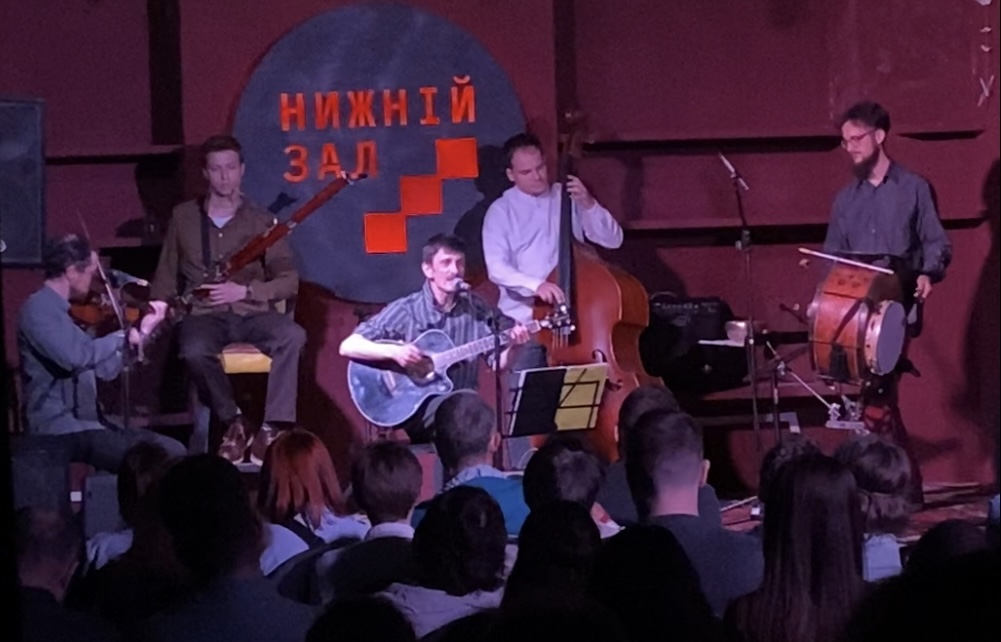
Концерт гурту у Нижньому Залі в Театрі ляльок, Львів, червень 2022

Гурт давав концерти у Львові, Івано-Франківську, Тернополі, брав участь у фестивалях «Межа» (Івано-Франківськ, 2020), Ticket to the Sun (Вінниччина, 2021), «Зашків» (село Зашків, 2021), «Зимова Країна Мрій» (спільно з гуртом «Воплі Відоплясова», Львів, 2022). 21 листопада 2021 року «Пиріг і Батіг» виступали на вечорі пам'яті Міська Барбари.

### «Зелений» (2023)
2023 року «Пиріг і Батіг» випустили новий альбом «Зелений». У якості текстів пісень використано поезію Богдана-Ігоря Антонича.
|                                          | Сам альбом — це певний документально музичний екскурс, як і в час, коли була писана ця поезія, так і в особисті роздуми автора над буттям духовністю, смертю… І як кульмінація про Незнищенність матерії. Тож цим альбомом прагнемо бодай на крихту занурити слухача у дивний і містичний світ Антонича. |
| — Пиріг і Батіг, Facebook сторінка гурту | |

Альбом містить 12 треків та звучить трохи більше 38 хвилин. Загалом над записом та зведенням «Пиріг і Батіг» працювали всього дев'ять днів.

Альбом одразу викликав здебільшого позитивні відгуки критиків, зачаровуючи оригінальними музичними рішеннями та власне влучністю поєднання лірики поета Антонича та аранжування запропонованого «Пиріг і Батіг». За твердженням окремих дописувачів, музичний стиль можна охарактеризувати як комбінацію психо-фолку і бароко-попу.
|                   | На альбомі «Зелений» учасники ніби вдихнули у вірші Богдана-Ігоря Антонича друге життя. Містичні тексти лягли на витончений камерний інструментал, тим самим утворивши справжню симфонію-розповідь про життєвий шлях українського поета. |
| — Олена Мосійчук, | |

Цей реліз став можливим завдяки ініціативі «Stowarzyszenie przyjaciół Nowicy» в рамках проєкту «Дипломатія публічна 2023», за сприяння Міністерства закордонних справ Польщі.

### «Замордовані. Подзвін перший» (2024)
17 травня 2024 року гурт випустив альбом «Замордовані. Подзвін перший» — першу збірку з трьох запланованих, покладену на слова вбитих українських поетів.

## Склад
- Мар'ян Пиріг — фронтмен, гітара
- Маркіян Турканик — скрипка
- Лесик Omodada — перкусія[19]
- Крістов Віков — фагот
- Юрій Хвостов — гобой
- Артем Каменков — контрабас[20]

Колишні учасники
- Олександр Марусяк — тромбон, спів, сакбут
- Всеволод Садовий — перкусія, спів
- Марк Токар — контрабас, спів[1]